# Hans Laxmand
Hans Laxmand, död 30 maj 1443, var ärkebiskop i Lunds stift från 1436 till sin död.
Laxmand nämns första gången 1410, då han är medlem av domkapitlet i Roskilde. Något senare är han ärkedjäkne i Lund. Som sådan författar han en skarp protest till kungen mot att domkapitlet skulle tingas till "evig Psaltarläsning". Han var således motståndare till Erik av Pommern då han efterträdde Peder Lykke (Bille) som ärkebiskop. Som adelsman hävdade han riksrådets intressen gentemot kungamakten. Han var även en tillhängare av kyrkans oavhängighet gentemot kung och påve. Året därpå träder Hans Laxmand fram som riksrådets reella ledare i kampen mot Erik av Pommern. Det leder slutligen till att Kristofer av Bayern tränger undan Erik. I förhållande till Kalmarunionen verkar han för att de enskilda ländernas självständighet skall bevaras inom unionen. Planerna lyckas och 1443 blir Kristofer krönt till kung av ärkebiskopen. Kristofer utfärdar förordningar som stärker kyrkans ställning och själv får Hans Laxmand Lindholmens län som förläning.